# Єлена Костанич-Тошич
Єлена Костанич-Тошич (хорв. Jelena Kostanić Tošić; нар. 6 липня 1981) — колишня хорватська тенісистка.
Здобула чотири парні титули туру туру WTA. 
Найвищу одиночну позицію рейтингу WTA — 32 місце досягнула 26 липня 2004, парну — 30 місце — 4 жовтня 2004 року.
Завершила кар'єру 2010 року.

## Фінали Туру WTA

### Одиночний розряд: 3 (0-3)
| Легенда: До 2009      | Легенда: З 2009       |
| --------------------- | --------------------- |
| WTA Championships (0) |                       |
| Tier I (0)            | Premier Mandatory (0) |
| Tier II (0)           | Premier 5 (0)         |
| Tier III (0/1)        | Premier (0)           |
| Tier IV & V (0/2)     | International (0)     |

| Результат | Ранг | Дата           | Турнір                              | Покриття | Опонент          | Рахунок            |
| Поразка   | 1.   | 10 серпня 2003 | Nordea Nordic Light Open, Фінляндія | Ґрунт    | Анна Смашнова    | 6–4, 4–6, 0–6      |
| Поразка   | 2.   | 12 лютого 2006 | Паттая, Таїланд                     | Тверде   | Шахар Пеєр       | 3–6, 1–6           |
| Поразка   | 3.   | 19 лютого 2006 | Bangalore, Індія                    | Тверде   | Мара Сантанджело | 6–3, 6–7(5–7), 3–6 |

### Парний розряд: 16 (8-8)
| Легенда: До 2009      | Легенда: З 2009       |
| --------------------- | --------------------- |
| WTA Championships (0) |                       |
| Tier I (0)            | Premier Mandatory (0) |
| Tier II (0)           | Premier 5 (0)         |
| Tier III (5/4)        | Premier (0)           |
| Tier IV & V (3/4)     | International (0)     |

| Результат | Ранг | Дата             | Турнір                                                     | Покриття | Партнер             | Опоненти                                | Рахунок            |
| Перемога  | 1.   | 26 квітня 1999   | Bol, Хорватія                                              | Ґрунт    | Міхаела Паштікова   | Меган Шонессі Андрея Ванк               | 7–5, 6–7(1–7), 6–2 |
| Перемога  | 2.   | 8 листопада 1999 | Куала-Лумпур, Малайзія                                     | Тверде   | Тіна Писник         | Хіракі Ріка Йосіда Юка                  | 3–6, 6–2, 6–4      |
| Поразка   | 1.   | 23 квітня 2000   | Hungarian Ladies Open, Угорщина                            | Ґрунт    | Сандра Начук        | Любомира Бачева Крістіна Торренс-Валеро | 0–6, 2–6           |
| Перемога  | 3.   | 6 травня 2002    | Warsaw, Польща                                             | Ґрунт    | Генрієта Надьова    | Євгенія Куликовська Сільвія Талая       | 6–1, 6–1           |
| Перемога  | 4.   | 20 травня 2002   | Internationaux de Strasbourg, Франція                      | Ґрунт    | Дженніфер Гопкінс   | Каролін Денін Мая Матевжич              | 0–6, 6–4, 6–4      |
| Поразка   | 2.   | 19 травня 2003   | Internationaux de Strasbourg, Франція                      | Ґрунт    | Лора Гренвілл       | Соня Джеясілан Мая Матевжич             | 4–6, 4–6           |
| Перемога  | 5.   | 5 січня 2004     | ASB Classic, Нова Зеландія                                 | Тверде   | Мервана Югич-Салкич | Вірхінія Руано Паскуаль Паола Суарес    | 7–6(7–6), 3–6, 6–1 |
| Перемога  | 6.   | 12 січня 2004    | Richard Luton Properties Canberra International, Австралія | Тверде   | Клодін Шоль         | Каролін Денін Ліза Макші                | 6–4, 7–6(7–3)      |
| Поразка   | 3.   | 19 червня 2004   | Гертогенбос, Нідерландські Антильські острови              | Трава    | Клодін Шоль         | Ліза Макші Мілагрос Секера              | 6–7(3–7), 3–6      |
| Поразка   | 4.   | 15 травня 2005   | ECM Prague Open, Чехія                                     | Ґрунт    | Барбора Стрицова    | Ніколь Пратт Емілі Луа                  | 7–6(8–6), 4–6, 4–6 |
| Поразка   | 5.   | 25 вересня 2005  | Banka Koper Slovenia Open, Словенія                        | Тверде   | Катарина Среботнік  | Анабель Медіна Гаррігес Роберта Вінчі   | 4–6, 7–5, 2–6      |
| Поразка   | 6.   | 9 січня 2006     | Moorilla Hobart International, Австралія                   | Тверде   | Джилл Крейбас       | Емілі Луа Ніколь Пратт                  | 2–6, 1–6           |
| Поразка   | 7.   | 1 жовтня 2006    | Guangzhou International Women's Open, КНР                  | Тверде   | Ваня Кінг           | Лі Тін Сунь Тяньтянь                    | 4–6, 6–2, 5–7      |
| Перемога  | 7.   | 8 жовтня 2006    | Токіо, Японія                                              | Тверде   | Ваня Кінг           | Латіша Чжань Чжуан Цзяжун               | 7–6(7–2), 5–7, 6–2 |
| Перемога  | 8.   | 15 жовтня 2006   | Bangkok, Таїланд                                           | Тверде   | Ваня Кінг           | Маріана Діас-Оліва Наталі Грандін       | 7–5, 2–6, 7–5      |
| Поразка   | 8.   | 23 лютого 2008   | Copa Colsanitas Santander, Колумбія                        | Ґрунт    | Мартіна Мюллер      | Івета Бенешова Бетані Маттек-Сендс      | 3–6, 3–6           |

## Фінали ITF

### Одиночний розряд (4-6)
| Турніри $100,000 |
| Турніри $75,000  |
| Турніри $50,000  |
| Турніри $25,000  |
| Турніри $10,000  |

| Результат | Ранг | Дата            | Турнір                  | Покриття   | Опонент in the final | Рахунок       |
| Поразка   | 1.   | 29 вересня 1997 | Задар, Хорватія         | Ґрунт      | Катарина Среботнік   | 6–4, 4–6, 4–6 |
| Поразка   | 2.   | 5 квітня 1998   | Хвар, Хорватія          | Ґрунт      | Надія Петрова        | 2–6, 2–6      |
| Перемога  | 1.   | 20 вересня 1998 | Оточець, Словенія       | Ґрунт      | Анка Барна           | 6–4, 7–6      |
| Перемога  | 2.   | 28 лютого 1999  | Bushey, Велика Британія | Килим (i)  | Лорна Вудрофф        | 7–6, 6–3      |
| Перемога  | 3.   | 24 травня 1999  | Варшава, Польща         | Ґрунт      | Лібуше Прушова       | 4–6, 6–3, 6–2 |
| Перемога  | 4.   | 1 липня 2001    | Фонтанафредда, Італія   | Ґрунт      | Бахія Мухтассен      | 6–4, 6–3      |
| Поразка   | 3.   | 16 жовтня 2005  | Жуе-ле-Тур, Франція     | Тверде (i) | Емілі Луа            | 2–6, 1–6      |
| Поразка   | 4.   | 20 квітня 2008  | Сен-Мало, Франція       | Ґрунт      | Стефані Коен-Алоро   | 2–6, 5–7      |
| Поразка   | 5.   | 15 червня 2008  | Злін, Чехія             | Ґрунт      | Анна-Лена Гренефельд | 3–6, 6–4, 1–6 |
| Поразка   | 6.   | 20 липня 2008   | Б'єлла, Італія          | Ґрунт      | Мара Сантанджело     | 3–6, 1–6      |

### Парний розряд (10–2)
| Результат | Ранг | Дата              | Турнір                    | Покриття   | Партнер             | Опоненти in the final                  | Рахунок       |
| --------- | ---- | ----------------- | ------------------------- | ---------- | ------------------- | -------------------------------------- | ------------- |
| Перемога  | 1.   | 21 квітня 1997    | Біоград-на-Мору, Хорватія | Ґрунт      | Катарина Среботнік  | Katia Altilia Charlotte Aagaard        | 6–4, 6–2      |
| Перемога  | 2.   | 29 квітня 1997    | Задар, Хорватія           | Ґрунт      | Катарина Среботнік  | Іветте Бастінг Susanne Trik            | 7–5, 7–5      |
| Перемога  | 3.   | 23 березня 1998   | Макарська, Хорватія       | Ґрунт      | Катарина Среботнік  | Людмила Черванова Зузана Валекова      | 6–3, 6–1      |
| Перемога  | 4.   | 5 квітня 1998     | Хвар, Хорватія            | Ґрунт      | Катарина Среботнік  | Гелена Вілдова Антоанета Пандєрова     | 7–5, 6–3      |
| Перемога  | 5.   | 6 вересня 1998    | Сполето, Італія           | Ґрунт      | Міхаела Паштікова   | Мотідзукі Хіроко Такемура Рьоко        | 6–3, 6–4      |
| Перемога  | 6.   | 24 травня 1999    | Варшава, Польща           | Ґрунт      | Магда Міхалаке      | Чо Юн Чон Пак Сон Хі                   | 6–1, 6–3      |
| Перемога  | 7.   | 11 червня 2001    | Градо, Італія             | Ґрунт      | Магда Міхалаке      | Рената Кучерова Ева Мартінцова         | 5–7, 6–3, 7–5 |
| Поразка   | 1.   | 24 листопада 2002 | Загреб, Хорватія          | Тверде (i) | Matea Mezak         | Мервана Югич-Салкич Кароліна Шпрем     | 2–6, 4–6      |
| Перемога  | 8.   | 16 жовтня 2005    | Жуе-ле-Тур, Франція       | Тверде     | Matea Mezak         | Жофія Губачі Дар'я Кустова             | 6–4, 6–4      |
| Перемога  | 9.   | 11 грудня 2006    | Дубай (місто), ОАЕ        | Тверде     | Мервана Югич-Салкич | Катерина Бондаренко Валерія Бондаренко | 6–3, 6–0      |
| Поразка   | 2.   | 11 травня 2008    | Загреб, Хорватія          | Ґрунт      | Стефані Форец       | Мелінда Цінк Суніта Рао                | 4–6, 2–6      |
| Перемога  | 10.  | 13 липня 2008     | Загреб, Хорватія          | Ґрунт      | Марет Ані           | Юлія Бейгельзимер Штефані Феґеле       | 6–4, 6–2      |

## Виступи у турнірах Великого шолома
| W | Ф | ПФ | ЧФ | #Р | КТ | К# | DNQ | A | NH |

### Одиночний розряд
| Турнір                                 | 1999 | 2000 | 2001 | 2002 | 2003 | 2004 | 2005 | 2006 | 2007 | 2008 |
| -------------------------------------- | ---- | ---- | ---- | ---- | ---- | ---- | ---- | ---- | ---- | ---- |
| Відкритий чемпіонат Австралії з тенісу | A    | 3р   | 1р   | 2р   | 1р   | 1р   | 2р   | 3р   | 3р   | 1р   |
| Відкритий чемпіонат Франції з тенісу   | A    | 1р   | A    | 2р   | 2р   | 2р   | 2р   | 1р   | 1р   | A    |
| Вімблдонський турнір                   | A    | 1р   | A    | 1р   | 1р   | 1р   | 1р   | 1р   | 1р   | A    |
| Відкритий чемпіонат США з тенісу       | 2р   | 2р   | A    | 1р   | 1р   | 3р   | 1р   | 2р   | 2р   | 1р   |

### Парний розряд
| Турнір                                 | 1999 | 2000 | 2001 | 2002 | 2003 | 2004 | 2005 | 2006 | 2007 | 2008 | 2009 |
| -------------------------------------- | ---- | ---- | ---- | ---- | ---- | ---- | ---- | ---- | ---- | ---- | ---- |
| Відкритий чемпіонат Австралії з тенісу | A    | 1р   | 1р   | A    | 2р   | 2р   | 1р   | 1р   | 2р   | 2р   | 1р   |
| Відкритий чемпіонат Франції з тенісу   | A    | 1р   | A    | A    | 2р   | 2р   | 1р   | 1р   | 1р   | A    | A    |
| Вімблдонський турнір                   | A    | 1р   | A    | 2р   | 1р   | 2р   | 1р   | 1р   | 1р   | A    | A    |
| Відкритий чемпіонат США з тенісу       | 1р   | 2р   | A    | 1р   | 1р   | 2р   | 1р   | 2р   | 1р   | ЧФ   | A    |